# Ghilliedräkt

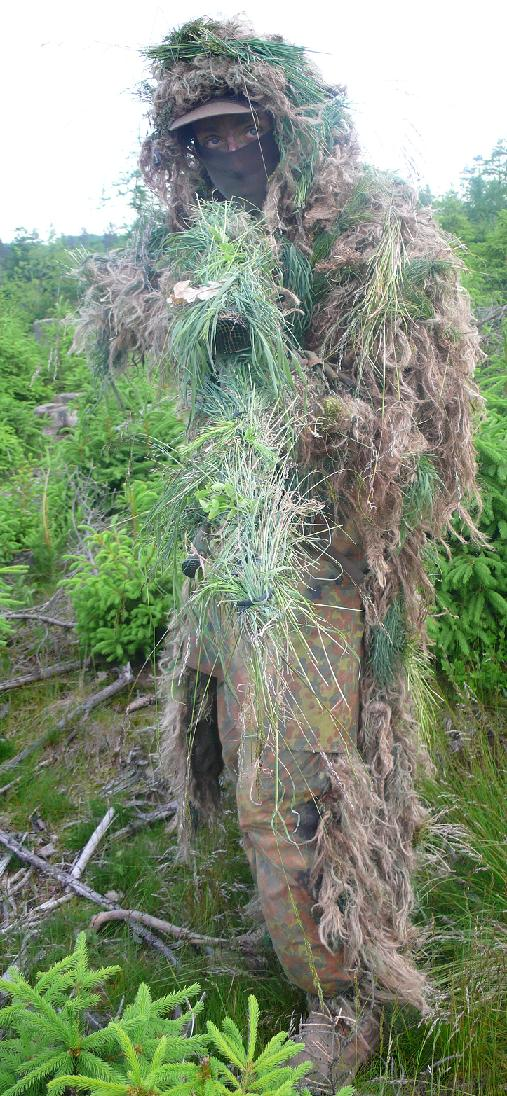
Ghilliedräkt buren ovanpå en tysk Flecktarn-uniform.

En ghilliedräkt (alternativt stavat gilliedräkt, ibland även ghilliekostym, efter engelskans "ghillie suit") är en kamouflagedräkt, framförallt för militärt bruk, som är färdigkonstruerad för att dölja en person, oftast i utförandet av en overall med mycket tygremsor i kamouflagemönster. Dräkten smälter in i färgen runt den som bär den, vilket får personen att likna en buske eller lövhög eller något annat, som man i regel inte lägger märke till.
Det finns även dräkter som har ett speciellt värmereflekterande material, för att undvika att man upptäcks av värmekameror. Dessa är i regel väldigt varma att bära.
Moderna ghilliedräkter används flitigt av jägare, militärer och fågelskådare som vill undvika att synas och är oftast gjorda i moderna material som polyester för att hålla länge.
Ghilliedräkter användes först i Skottland, där den högre adeln bar dem då de skulle jaga till exempel en hjort med bara händerna för att visa sin duglighet.